# أنطونيو مولينا (دراج)
أنطونيو مولينا (بالإسبانية: Antonio Molina Canet)‏ هو دراج إسباني، ولد في 4 يناير 1991 في جافيا في إسبانيا.

## وصلات خارجية
- أنطونيو مولينا على موقع الاتحاد الدولي للدراجات (الإنجليزية)
- أنطونيو مولينا على موقع أرشيف الدراجات (الإنجليزية)
- أنطونيو مولينا على موقع إحصائيات الدراجات الإحترافية (الإنجليزية)
- أنطونيو مولينا على موقع نسبة الدراجات (الإنجليزية)
- أنطونيو مولينا على موقع CycleBase (الإنجليزية)